# مس (پاریس)
مِس (به فرانسوی: Maisse) یک کمون (فرانسه) در فرانسه است که در کانتون منسی واقع شده‌است. مس ۲۱٫۵۸ کیلومتر مربع مساحت و ۲٬۸۵۱ نفر جمعیت دارد.